# Callianthe scabrida
Callianthe scabrida är en malvaväxtart som först beskrevs av Karl Moritz Schumann, och fick sitt nu gällande namn av Donnell. Callianthe scabrida ingår i släktet Callianthe och familjen malvaväxter. Inga underarter finns listade i Catalogue of Life.